# Toxorhina (Toxorhina) fasciata
Toxorhina (Toxorhina) fasciata is een tweevleugelige uit de familie steltmuggen (Limoniidae). De soort komt voor in het Oriëntaals gebied.